# Філіп Гершковіц
Філіп Гершковіц (англ. Philip Hershkovitz; (нар. 12 жовтня 1909 — †15 лютого 1997) — американський зоолог, фахівець з неотропічної приматології, хоча він змінив свою зацікавленість у його останні роки на гризунів і сумчастих.

## Біографія
Був куратором досліджень ссавців у Польовому музеї природної історії у Чикаго, будучи у штаті з 1947 року і до виходу на пенсію в 1971 році, хоча і продовжував свою роботу як почесний куратор. Він опублікував понад 160 наукових робіт, і ще 100 статей, а також Living New World Monkeys, том 1 (том 2 ще писався, коли він помер). Йому приписують виявивлення близько 75 видів і підвидів Неотропічних ссавців. Один з його студентів, Р.А. Мітернаєр, сказав у пам'ять про нього: "Він був польовим теріологом зі старої школи, з невтомною енергією і розумінням суті того, з чим він працював, що приходить тільки з десятиліттями практичної роботи у природі та в музеї". Деякі вчені вважають його найбільшим Неотропічним теріологом 20-го століття.

## Наукові праці
- Evolution of neotropical cricetine rodents (Muridae) with special reference to the phyllotine group (1962)
- A geographic classification of Neotropical mammals (1958)
- Mammals from British Honduras, Mexico, Jamaica and Haiti (1951)
- Neotropical deer (Cervidae) (1982)
- On the nomenclature of certain whales (1961)
- Catalog of living whales (1966)
- Mammals of northern Colombia (1949)
- Titis, new world monkeys of the genus Callicebus (Cebidae, Platyrrhini) (1990)
- Living New World monkeys (Platyrrhini) (1977)
- Dromiciops gliroides Thomas, 1894, last of the Microbiotheria (Marsupialia), with a review of the family Microbiotheriidae (1999)